# Brachionidium juliani
Brachionidium juliani är en orkidéart som beskrevs av Germán Carnevali och Ivón Mercedes Ramírez Morillo. Brachionidium juliani ingår i släktet Brachionidium och familjen orkidéer. Inga underarter finns listade i Catalogue of Life.